# Pierre-François-Guillaume Boullay
Pour les articles homonymes, voir Boullay.
Pierre-François-Guillaume Boullay , né le 21 avril 1777 à Caen et décédé le 2 novembre 1869 à Paris est un pharmacien et chimiste français.
Après des études de pharmacie et de chimie, il devient préparateur le cours de chimie pour Louis-Nicolas Vauquelin et dirige une pharmacie. Reçu docteur ès sciences en 1818, il devient ensuite membre de l'Académie de Médecine qu'il dirige en 1834. Il publia notamment des travaux sur les éthers, sur les amandes douces et l'extraction de la picrotoxine entre autres.
Il a été le premier à transformer l'alcool en éther (déshydratation d'alcools) moyennant l'acide phosphorique.

## Liens
- Ressource relative à la santé :   - Bibliothèque interuniversitaire de santé
- Ressource relative à la vie publique :   - base Léonore
- Notice dans un dictionnaire ou une encyclopédie généraliste :   - Deutsche Biographie
- Notices d'autorité :   - VIAF
  - ISNI
  - BnF (données)
  - IdRef
  - LCCN
  - GND
  - CiNii
  - Belgique
  - Israël
  - WorldCat
- Article biographique, par Jaime Wisniak